# U-102 (1940)
| U-102                                   | U-102 | U-102 |
| --------------------------------------- | --- | --- |
|                                         | | |
|                                         | | |
| Підводний човен U-52, аналогічний U-102 | | |
| Під прапором                            | Третій Рейх | Третій Рейх |
| Спуск на воду                           | 21 березня 1940 року                                                                                               | 21 березня 1940 року                                                                                               |
| Виведений зі складу флоту               | 27 квітня 1940 року                                                                                                | 27 квітня 1940 року                                                                                                |
| Сучасний статус                         | 1 липня 1940 року потоплений південно-західніше Ірландії глибинними бомбами британського есмінця «Вансіттарт»      | 1 липня 1940 року потоплений південно-західніше Ірландії глибинними бомбами британського есмінця «Вансіттарт»      |
| Бойовий досвід                          | Друга світова війна Битва за Атлантику                                                                             | Друга світова війна Битва за Атлантику                                                                             |
| Проєкт                                  | | |
| Тип ПЧ                                  | Торпедний ДПЧ | Торпедний ДПЧ |
| Розробник проєкту                       | Friedrich Krupp Germaniawerft, Кіль                                                                                | Friedrich Krupp Germaniawerft, Кіль                                                                                |
| Вартість                                | 4 439 000 ℛℳ | 4 439 000 ℛℳ |
| Основні характеристики                  | | |
| Швидкість (надводна)                    | 17,9 вузла | 17,9 вузла |
| Швидкість (підводна)                    | 8 вузлів | 8 вузлів |
| Робоча глибина занурення                | 100 м | 100 м |
| Гранична глибина занурення              | 220 м | 220 м |
| Автономність плавання                   | 135—174 км на швидкості 4 вузли (в підводному положенні) 11 470 км на швидкості 10 вузлів (у надводному положенні) | 135—174 км на швидкості 4 вузли (в підводному положенні) 11 470 км на швидкості 10 вузлів (у надводному положенні) |
| Екіпаж                                  | 44—60 осіб | 44—60 осіб |
| Розміри                                 | | |
| Довжина найбільша (по КВЛ)              | 66,5 м | 66,5 м |
| Ширина корпусу найб.                    | 6,2 м | 6,2 м |
| Середня осадка (по КВЛ)                 | 4,74 м | 4,74 м |
| Водотоннажність надводна                | 753 т | 753 т |
| Озброєння                               | | |
| Артилерія                               | 1 × 88-мм палубна гармата SK C/35 1 × 20-мм зенітна гармата FlaK 30 Flakvierling                                   | 1 × 88-мм палубна гармата SK C/35 1 × 20-мм зенітна гармата FlaK 30 Flakvierling                                   |
| Торпедно- мінне озброєння               | 4 носових і один кормовий ТА. 14 торпед або 26 мін TMA або 39 мін TMB                                              | 4 носових і один кормовий ТА. 14 торпед або 26 мін TMA або 39 мін TMB                                              |

U-102 — німецький підводний човен типу VII B, що входив до складу Військово-морських сил Третього Рейху за часів Другої світової війни. Закладений 22 травня 1939 року на верфі Friedrich Krupp Germaniawerft у Кілі. Спущений на воду 21 березня 1940 року, а 27 квітня 1940 року корабель увійшов до складу ВМС нацистської Німеччини. Єдиним командиром човна став капітан-лейтенант Гарро фон Клот-Гейденфельдт.

## Історія служби
U-102 належав до німецьких підводних човнів типу VII B, найчисленнішого типу субмарин Третього Рейху, яких випущено 703 одиниці. Після вступу до строю підводний човен встигнув здійснити лише один бойовий похід в Атлантичний океан, під час якого потопив британське судно SS Clearton водотоннажністю 5219 брутто-реєстрових тонн.
Об 11:55 1 липня 1940 року U-102 за 180 миль від острова Уессан пошкодив торпедною атакою британський суховантаж SS Clearton з конвою SL 36, а в 13:25 затопив його другою атакою. Корабель ескорту, британський есмінець «Вансіттарт», відразу після торпедної атаки U-102 виявив човен і потопив його глибинними бомбами. Всі 43 члени екіпажу загинули.

## Перелік уражених U-102 суден у бойових походах
| №                                                     | Дата           | Назва       | Тип                | Належність      | Водотоннажність (брт) | Вантаж          | Конвой       | Результат та координати                                             | Наслідки атаки для екіпажу     | Прим. |
| ----------------------------------------------------- | -------------- | ----------- | ------------------ | --------------- | --------------------- | --------------- | ------------ | ------------------------------------------------------------------- | ------------------------------ | ----- |
| Перший похід (22.06—1.07.1940, 10 діб; Кіль—загибель) |                |             |                    |                 |                       |                 |              |                                                                     |                                |       |
| 1                                                     | 29 квітня 1941 | SS Clearton | суховантажне судно | Велика Британія | 5219                  | 7320 тонн крупи | Конвой SL 36 | потоплено 47°53′ пн. ш. 9°30′ зх. д. / 47.883° пн. ш. 9.500° зх. д. | 34 (9 загиблих та 25 вцілілих) |       |